# Орлинс (Ајова)
Орлинс (енгл. Orleans) град је у америчкој савезној држави Ајова. По попису становништва из 2010. у њему је живело 608 становника.

## Демографија
Према попису становништва из 2010. у граду је живело 608 становника, што је 25 (4,3%) становника више него 2000. године.
| Група             | 2000.       | 2010.       |
| Белци             | 578 (99,1%) | 601 (98,8%) |
| Афроамериканци    | 0 (0,0%)    | 1 (0,2%)    |
| Азијати           | 5 (0,9%)    | 3 (0,5%)    |
| Хиспаноамериканци | 0 (0,0%)    | 2 (0,3%)    |
| Укупно            | 583         | 608         |